# Dragovići (Chorwacja)
Dragovići – wieś w Chorwacji, w żupanii primorsko-gorskiej, w mieście Vrbovsko. W 2011 roku liczyła 6 mieszkańców.